# Kelvin de la Nieve
José Kelvin de la Nieve Linares (22 d'agost de 1986, Los Alcarrizos, República Dominicana) és un boxador dominicà de naixement, però nacionalitzat espanyol des del 2000.
Després de no classificar-se per als Jocs Olímpics d'Estiu 2004, l'any següent va obtenir bronze als Jocs Mediterranis, i als següents Jocs Olímpics d'Estiu 2008 de Pequín va ser l'únic classificat espanyol. Va perdre a la primera ronda per 9 a 12 contra l'americà Luis Yanez. També va disputar els Jocs Olímpics d'Estiu 2012 en la categoria pes minimosca, quedant novament eliminat en primera ronda, aquesta vegada contra l'equatorià Carlos Quipo.
En els Jocs Mediterranis guanyà tres medalles, una d'or, una de plata i una de bronze, entre les edicions del 2005 i el 2013. Als Campionats d'Europa Amateur guanyà tres medalles, una de plata i dues de bronze, entre el 2008 i el 2015.